# Montefalcone Appennino
Montefalcone Appennino é uma comuna italiana da região dos Marche, província de Fermo, com cerca de 527 habitantes. Estende-se por uma área de 15 km², tendo uma densidade populacional de 35 hab/km². Faz fronteira com Amandola (FM), Comunanza (AP), Force (AP), Monte San Martino (MC), Santa Vittoria in Matenano (FM), Smerillo (FM).

## Demografia
| Variação demográfica do município entre 1861 e 2011                               |
|                                                                                   |
| Fonte: Istituto Nazionale di Statistica (ISTAT) - Elaboração gráfica da Wikipedia |